# Baia di Ballyheige
La baia di Ballyheige (Ballyheige Bay in inglese) è, se si esclude la foce dello Shannon, la più settentrionale della baie del Kerry, contea della Repubblica d'Irlanda. Di considerevoli dimensioni, assume una forma abbastanza semicircolare, partendo a nord da Capo Kerry per chiudersi a sud in due piccole insenature minori, tra cui  Barrow Harbour.
Oltre a Ballyheige che le dà il nome, ci sono altri centri e località importanti nella baia, come Banna e la sua enorme spiaggia, Glenderry e Ardfert.